# Menso Folkerts
Pour les articles homonymes, voir Folkerts.
Menso Folkerts (né en 1943) est un historien allemand des sciences et des mathématiques.

## Biographie
Menso Folkerts est né le 22 juin 1943 à Eschwege dans le Land de Hesse.
Menso Folkerts a étudié la philologie classique et les mathématiques de 1962 à 1967 à l'université de Göttingen, où il a obtenu son doctorat en 1967 (Boethius Geometrie II, ein mathematisches Lehrbuch des Mittelalters, Franz Steiner, Wiesbaden 1970). En 1968, il a réussi l'examen d'État à Göttingen et en 1969 est devenu assistant de recherche à l'Institut d'histoire de la science et de la technologie de l'université technique de Berlin, où il a été habilité en 1973. À partir de 1976, il est professeur à l'université Carl von Ossietzky d'Oldenbourg et à partir de 1980 professeur d'histoire des sciences naturelles à l'Institut für Geschichte der Naturwissenschaften de l'université Louis-et-Maximilien de Munich. Il a pris sa retraite en 2008.

## Travaux
Folkerts s'est intéressé entre autres aux éditions latines d'Euclide au Moyen Âge, aux collections de problèmes mathématiques du début du Moyen Âge, aux textes médiévaux, qui ont repris l'arithmétique dans le système décimal indo-arabe, et à Regiomontanus. De plus, à partir du volume publié en 1994, il est l'un des éditeurs de la Nicolaus Copernicus Gesamtausgabe (de), l'édition complète de Nicolas Copernic.
Parmi les éditions latines des Éléments d'Euclide au Moyen Âge, Folkerts s'est notamment intéressé à celle d'Adélard de Bath, ses Geometrica, d'après les traductions d'Hajjaj et de Thabit. Avec H.L.L. Busard, il attribue la version dite « Adélard II » à Robert de Chester,
Les recherches de Folkerts concernent également les textes de Boèce, notamment « le traité sur la géométrie, qui, pour l'érudition moderne, se dédouble et dont les textes qui en résultent sont des pseudépigraphes », l'un composé à Corbie au cours du VIIIe siècle et l'autre en Lotharingie dans la première moitié du XIe siècle. L'« Heptateuchon » de Thierry de Chartres en reproduit une partie et Menso Folkerts, à l'instar de Bubnov, Evans, Burnett, Busard et Toneatto, estime que la partie du manuscrit chartrain réservée à la géométrie commençait avant le folio connu et reprenait la compilation arabo-latine des Éléments par Robert de Chester.
Avec Dieter Launert et Andreas Thom, il s'est intéressé à la méthode de calcul des sinus par le mathématicien suisse Jost Bürgi, dont on savait seulement au XVIe siècle qu'il avait trouvé une nouvelle méthode, sans plus de détails. Récemment est réapparu un manuscrit de Bürgi dans lequel il explique son algorithme, totalement différent de la procédure traditionnelle utilisée jusqu'au XVIIe siècle. La méthode usuelle prend ses racines dans l'antiquité grecque avec le calcul des cordes par Ptolémée et elle a été utilisée dans la tradition arabo-islamique ainsi qu'en Europe médiévale pour calculer des cordes ainsi que des sinus. La méthode de Bürgi, utilisant des additions et le fait de prendre la moitié, est élémentaire et converge rapidement. Bürgi n'explique pas pourquoi sa méthode est correcte, mais les auteurs fournissent dans l'article une preuve moderne de cet algorithme.
Dans le cadre de ses recherches sur Gauss, Folkerts a développé une base de données de lettres qui contient toutes les lettres adressées à et écrites par Gauss. La base de données de lettres de Gauss (de), qui est disponible en ligne, a été construite en s'appuyant sur cette base de données depuis 2016 pour le compte de l'Académie des sciences de Göttingen. Il a édité les écrits de Kurt Vogel et les poèmes de Fooke Hoissen Müller (de).

## Prix et distinctions
Menso Folkerts est membre correspondant de l'Académie internationale d'histoire des sciences depuis 1981 et membre effectif depuis 1986. De 1982 à 1985, il a été vice-président et de 1985 à 1988 président de la Société allemande d'histoire de la médecine, des sciences et de la technologie (de). De 1985 à 2010, il a été membre du conseil d'administration du Deutsches Museum. Il est membre de l'Académie allemande des sciences Leopoldina depuis 1989. Depuis 1998, il est membre correspondant de l'Académie des sciences de Saxe (où il a été président de la Commission pour l'histoire des sciences de 1997 à 2016), depuis 1999, il est membre à part entière de l'Académie bavaroise des sciences, dont il dirige le comité pour l'histoire des sciences depuis 2008 et dont la Commission Kepler entendu depuis 2008. Il est membre correspondant de l'Académie des sciences de Göttingen depuis 2011. En 2013, il a reçu le prix Kenneth O. May.

## Publications
- Boethius Geometrie II : ein mathematisches Lehrbuch des Mittelalters, Wiesbaden: Steiner 1970
- avec Bartel Leendert van der Waerden : History of Mathematics. Counting, Numerals and Calculation. 3: Written Numbers, Milton Keynes: The Open University Press, 1976.
- Die älteste mathematische Aufgabensammlung in lateinischer Sprache: Die Alkuin zugeschriebenen : Propositiones ad Acuendos Iuvenes, Autriche. Akad. Wiss., Math. -Phys. Classe, 116/6, 1978
- (éditeur): Mathemata : Publication commémorative pour Helmuth Gericke (de), Stuttgart: Steiner 1985.
- (en) Menso Folkerts, Euclid in Medieval Europe, Munich, 1989 (en ligne) ; repr. 2006  (ISBN 0-86078-957-8).
- avec Joseph Dauben, Yvonne Dold-Samplonius, Benno van Dalen (Éd.): From China to Paris. 2000 years transmission of mathematical ideas. Boethius, 2002,  (ISBN 978-3-515-08223-5). (Texte und Abhandlungen zur Geschichte der Mathematik und der Naturwissenschaften, no 46).
- Menso Folkerts, « Die «Rithmachia» des Werinher von Tegernsee », dans Menso Folkerts et J. P. Hogendijk, Vestigia mathematica: Studies in Medieval and Early Modern Mathematics in Honour of H.L.L. Busard, Amsterdam, 1993, p. 107-142.
- (en) Menso Folkerts et Hubert L. L. Busard (de), Robert of Chester's (?) redaction of Euclid's Elements, the so-called Adelard II version, vol. 2, 1992.
- Rédacteur en chef et traducteur (avec Paul Kunitzsch): Die älteste lateinische Schrift über das indische Rechnen nach Al-Khwârizmî, Abh. Bayr. Akad. Wiss., Phil. -Hist. Classe, 131, 1997
- avec Eberhard Knobloch, Karin Reich : « Maß, Zahl und Gewicht : Mathematik als Schlüssel zu Weltverständnis und Weltbeherrschung » ; Exposition au manège militaire du 15 juillet au 24 septembre 1989, Herzog August Bibliothek Wolfenbüttel, VCH 1989[12].
- avec Karin Reich et Christoph J. Scriba; “Das Schriftenverzeichnis von Ewald Fettweis (1881-1967) samt einer Würdigung von Olindo Falsirol.” Historia Mathematica 16 (1989), 360-372 (avec bibliographie et portrait).
- (de)Mathematische Probleme im Mittelalter : der lateinische und arabische Sprachbereich, Wolfenbütteler Mittelalter-Studien, no 10, 1996, Wiesbaden: Harrassowitz.
- éd avec David E. Rowe, Christoph Scriba, S. S. Demidov: Amphora : Publication commémorative pour Hans Wussing à l'occasion de son 65e anniversaire, Birkhäuser 1992.
- Éditeur: Florilegium astronomicum : Festschrift pour Felix Schmeidler, Algorismus 37, Munich: Institut d'histoire des mathématiques et des sciences naturelles, 2001
- Les activités de Carl Friedrich Gauß à l'Université de Göttingen, Nachr. Akad. Wiss. Göttingen, Math-Phys. Classe, 2002
- en tant qu'éditeur avec Stefan Kirschner (de) et Andreas Kühne (de) : Pratum floridum. Publication commémorative Brigitte Hoppe (de) . Augsbourg 2002 (= [Publications universitaires de Munich:] algorism. Études en histoire des mathématiques et des sciences. Volume 38).
- (en)Essays on early medieval mathematics : the Latin tradition, Aldershot: Ashgate 2003
- avec Olaf Neumann (de) : La correspondance entre Kummer et Reuschle . Une contribution à l'histoire de la théorie des nombres algébriques, Algorismus Heft 50, Augsburg: Dr. Erwin Rauner Verlag 2006.
- (en) Menso Folkerts, The development of mathematics in medieval Europe: the Arabs, Euclid, Regiomontanus, Munich, 1989 (en ligne) ; repr. Ashgate Variorum, 2006  (ISBN 978-0-86078-957-4)[13].
- avec Rainer Gebhardt : colloques Annaberger Rechenmeister 1992 - 2008. Vue d'ensemble et liste complète des maîtres arithmétiques, des cossistes et des auteurs de livres d'arithmétique du début de la période moderne, écrits d'Adam-Ries Bundes 21, Annaberg-Buchholz 2009.
- Éditeur: Nicolai de Cusa Scripta Mathematica. Opera Omnia, Volume 20, Felix Meiner 2010
- avec Hans Wußing: EAGLE-GUIDE. Von Pythagoras bis Ptolemaios. Mathematik in der Antike, Leipzig: Edition am Gutenbergplatz 2012.
- (en) Menso Folkerts, « Jacopo da Firenze's Tractatus Algorismi and Early Italian Abbacus Culture », Annals of Science, vol. 68, no 2,‎ 6 janvier 2011, p. 282-284 (DOI 10.1080/00033790902981247, lire en ligne).
- Publications à propos de David Fabricius :
  - article « Fabricius, David », Biographisches Lexikon für Ostfriesland. vol. 2, Aurich : Ostfriesische Landschaftliche Verl.- und Vertriebsges, 1997, p. 106-114.
  - « Der Astronom David Fabricius (1564–1617) : Leben und Wirken », Berichte zur Wissenschaftsgeschichte 23, 2000, 127-142.
  - (de) « Kepler und David Fabricius », dans Édouard Mehl, avec la collab. de Nicolas Roudet, Kepler, La physique céleste. Autour de l'Astronomia nova, Paris, Les Belles Lettres, 2011.
- Biographies dans le Neue Deutsche Biographie
  - (de) Menso Folkerts, « Schoy, Carl », dans Neue Deutsche Biographie (NDB), vol. 23, Berlin, Duncker & Humblot, 2007, p. 504–505 (original numérisé).  (ISBN 978-3-428-11204-3) (Numérisé).
  - « Mayer, Tobias », dans Neue Deutsche Biographie, t. 16, Berlin, Duncker & Humblot, 1990, p. 528–530  (ISBN 3-428-00197-4).
- Menso Folkerts, Christoph J. Scriba et Hans Wussing, « Germany », dans Joseph Dauben et Christoph Scriba, Writing the History of Mathematics, 2002, I, Countries.
- avec Sergueï S. Demidov (Eds.) : “Historiography and the History of Mathematics.” Arch. int. Hist. Sci. 42 (1992), 1-144.
- Folkerts, Menso: Der Nachlafi Axel Anthon Bjornbos. HM5 (1978), 333-337.
- Folkerts, Menso (Ed.): Gemeinschaft der Forschungsinstitute für Naturwissenschafts- und Technikgeschichte am Deutschen Museum, 1963-1988. Miinchen: Deutsches Museum 1988 (esp. p. 78- 82, with portraits).
- Folkerts, Menso: “Erinnerung an Siegmund Gunther (1848-1923).” Nbl. DGGMNTZA (1984), 78-81 (with portrait).
- avec Paul Kunitzsch: “Heinrich Hermelink 1920-1978.” Janus 66 (1979), 209-215 (with bibliography).
- Folkerts, Menso: “Joseph Ehrenfried Hofmann †” Sudh. Archiv 57 (1973), 227-230 (with portrait).
- Publications à propos de Kurt Vogel
  - “Kurt Vogel: Biographie und Bibliographie.” HM 10 (1983), 261-273.
  - Folkerts, Menso: “Kurt Vogel (1888-1985).” HM 13 (1986), 98-105.
  - Folkerts, Menso: “Kurt Vogel †.” Nbl. DGGMNT36 (1986), 10-12.
  - Folkerts, Menso (Ed.): Kurt Vogel, Kleinere Schriften zur Geschichte der Mathematik, 2 vols. (= Boethius 20). Stuttgart 1988 (In 1, xiv-xlv: bibliography, papers, university lectures, eloges).
  - avec Miriam M. Rozanskaja et Irina Luther (Eds.): Mathematikgeschichte ohne Grenzen. Die Korrespondenz zwischen K. Vogel und AP Juschkewitsch (= Algorismus, no. 22; avec portrait). Munich : Institut für Geschichte der Naturwissenschaften 1997. Russian ed.: Istoria Matematiki bez Granits. Moscow: lanus-K 1997 (avec portrait).
- Dauben, J. W.; M. Folkerts, E. Knobloch et H. Wussing (Eds.): « History of Mathematics: States of the Art ». San Diego: Academic Press 1996.
- (en) Menso Forkerts et Richard Loch, « Some Geometrical Theorems Attributed to Archimedes and their Appearance in the West », dans Corrado Dollo, Archimede. Mito-Tradizione-Scienza. : Siracusa- Catania, 9-12 ottobre 1989., Florence, Leo S. Olschki, BIBLIOTECA DI NUNCIUS. STUD! Ε TEST!. VI,‎ 1992, VIII-486 p. (ISBN 88-222-3952-0), p. 81-110[14],[15] Menso Folkerts et Richard Lorch discutent des exemples de la transmission des résultats d'Archimède, par le biais de la tradition arabe, jusqu'au Moyen Age latin.
- (en) Menso Folkerts et A. J. E. M. Smeur, « A Treatise on the Squaring of the Circle by Franco of Liège, of about 1050 », Archives d'histoire des sciences, no 26,‎ 1976, p. 59-105, 225-253[16]
- avec Rudolf Seising et Ulf Hashagen (de) (éd.): Form, Zahl, Ordnung. Studien zur Wissenschafts- und Technikgeschichte. Ivo Schneider zum 65. Geburtstag. Steiner, Stuttgart 2004,  (ISBN 3-515-08525-4) (Boethius 48).